# Сант'Анђело Романо
Сант'Анђело Романо (итал. Sant'Angelo Romano) је насеље у Италији у округу Рим, региону Лацио.
Према процени из 2011. у насељу је живело 1931 становника. Насеље се налази на надморској висини од 381 м.

## Географија
| Клима (Сант'Анђело Романо)  | Клима (Сант'Анђело Романо) | Клима (Сант'Анђело Романо) | Клима (Сант'Анђело Романо) | Клима (Сант'Анђело Романо) | Клима (Сант'Анђело Романо) | Клима (Сант'Анђело Романо) | Клима (Сант'Анђело Романо) | Клима (Сант'Анђело Романо) | Клима (Сант'Анђело Романо) | Клима (Сант'Анђело Романо) | Клима (Сант'Анђело Романо) | Клима (Сант'Анђело Романо) | Клима (Сант'Анђело Романо) |
| Показатељ \ Месец           | .Јан.                      | .Феб.                      | .Мар.                      | .Апр.                      | .Мај.                      | .Јун.                      | .Јул.                      | .Авг.                      | .Сеп.                      | .Окт.                      | .Нов.                      | .Дец.                      | .Год.                      |
| --------------------------- | -------------------------- | -------------------------- | -------------------------- | -------------------------- | -------------------------- | -------------------------- | -------------------------- | -------------------------- | -------------------------- | -------------------------- | -------------------------- | -------------------------- | -------------------------- |
| Апсолутни максимум, °C (°F) | 19,9 (67,8)                | 22,8 (73)                  | 27,8 (82)                  | 28,0 (82,4)                | 32,2 (90)                  | 37,8 (100)                 | 39,6 (103,3)               | 40,4 (104,7)               | 37,8 (100)                 | 33,0 (91,4)                | 26,7 (80,1)                | 23,0 (73,4)                | 40,4 (104,7)               |
| Средњи максимум, °C (°F)    | 12,7 (54,9)                | 14,0 (57,2)                | 16,2 (61,2)                | 18,7 (65,7)                | 23,7 (74,7)                | 27,9 (82,2)                | 31,7 (89,1)                | 31,9 (89,4)                | 27,4 (81,3)                | 22,2 (72)                  | 16,7 (62,1)                | 13,6 (56,5)                | 31,9 (89,4)                |
| Средњи минимум, °C (°F)     | 2,0 (35,6)                 | 2,5 (36,5)                 | 4,4 (39,9)                 | 6,7 (44,1)                 | 10,6 (51,1)                | 14,2 (57,6)                | 16,7 (62,1)                | 17,1 (62,8)                | 14,2 (57,6)                | 10,5 (50,9)                | 6,0 (42,8)                 | 3,2 (37,8)                 | 2 (35,6)                   |
| Апсолутни минимум, °C (°F)  | −14,0 (6,8)                | −7,0 (19,4)                | −7,2 (19)                  | −3,0 (26,6)                | 2,6 (36,7)                 | 5,7 (42,3)                 | 9,6 (49,3)                 | 8,6 (47,5)                 | 5,2 (41,4)                 | −0,1 (31,8)                | −6,0 (21,2)                | −6,7 (19,9)                | −14 (6,8)                  |
| Количина падавина, mm (in)  | 59,3 (23,35)               | 71,9 (28,31)               | 58,6 (23,07)               | 80,7 (31,77)               | 59,6 (23,46)               | 44,8 (17,64)               | 27,7 (10,91)               | 41,3 (16,26)               | 80,0 (31,5)                | 102,5 (40,35)              | 108,1 (42,56)              | 78,2 (30,79)               | 812,7 (319,97)             |
| [ тражи се извор ]          |                            |                            |                            |                            |                            |                            |                            |                            |                            |                            |                            |                            |                            |

## Становништво
| 1931. | 1936. | 1951. | 1961. | 1971. | 1981. | 1991. | 2001. | 2011. |
| ----- | ----- | ----- | ----- | ----- | ----- | ----- | ----- | ----- |
| 1.546 | 1.665 | 1.968 | 1.878 | 1.912 | 2.176 | 2.525 | 3.078 | 4.488 |